# Anderslöv
Anderslöv is een plaats in de gemeente Trelleborg in de in Zweden gelegen provincie Skåne. De plaats heeft een inwoneraantal van 1680 (2005) en een oppervlakte van 94 hectare.

## Verkeer en vervoer
Bij de plaats loopt de Länsväg 101.
De plaats had vroeger een station aan de spoorlijnen Trelleborg - Rydsgård en Börringe - Östratorp.